# 罗斯维尔 (南卡罗来纳州)
罗斯维尔（英文：Rowesville），是美国南卡罗来纳州下属的一座城市。城市类型是“Town”。其面积大约为0.83平方英里（2.15平方公里）。根据2010年美国人口普查，该市有人口304人，人口密度约为每平方 英里365.38人（约合每平方公里141.08人）。